# به خانه برمی‌گردیم
به خانه بر می‌گردیم یک برنامه زنده تلویزیونی است که از فروردین ۱۳۷۷ شنبه تا پنجشنبه ساعت ۱۶:۳۰ از شبکه تهران پخش می‌شود.

## عوامل برنامه

### تهیه کننده
هم اکنون تهیه کننده برنامه وحید نوری است. (از ۱۴۰۳)
سید مهدی هاشمی، سید محمد سید رضی و گودرز عزیزی به ترتیب تا سال ۱۴۰۰ تهیه کنندگان این برنامه بوده‌اند.
- میثم محبیان مهر
- سجاد مشحون
- میثم ماه‌انباری
- زهرا خردمندنیک

## شورای سردبیری
- سردبیر: مائده شیرپور
- نویسنده: محسن رجبی

### مجری
شش مجری در برنامه «به خانه برمی‌گردیم» حضور دارند:
- سید قاسم بی نیاز
- محمدحسین مولایی
- محمد نظری
- زينب پور ابراهیم
- راحله امینیان
- محدثه صارمی

### مجری‌های سابق
- مسعود روشن پژوه
- ژیلا امیرشاهی
- بهروز تشکر
- فاطمه صبا راد
- المیرا سماواتی

## هماهنگی
افشین بابایی

## تدوینگران
- حسن آزاد حسینی
- حمیدرضا بیات
- میلاد بیک
- ابراهیم معماریان

## فیلمبردار
- مهدی شکری
- علی آذر نیا
- شامل تافته
- زین الدین علامه
- مرتضی ندرلو